# Caso Dandridge v. Williams
Dandridge v. Williams (1970), foi um caso da Suprema Corte dos Estados Unidos baseado na Cláusula de proteção igualitária da Décima Quarta Emenda. Ele sustentou que um estado pode limitar o bem-estar com base no Aid to Families with Dependent Children em 250 dólares por mês, independentemente do tamanho ou necessidade da família. Os demandantes estavam tentando tornar o valor variável com base no tamanho.